# Jeffrey Titford
Jeffrey William Titford, né le 23 octobre 1933 à West Mersea et mort le 9 septembre 2024,, est un homme d'affaires et homme politique britannique.